# لورنا سليم
لورنا سليم (1928-2021) فنانة إنجليزية ومعلمة فن، تزوجت من النحات العراقي جواد سليم، ثم انتقلت إلى بغداد في الخمسينيات. كانت فنانة ممارسة ومساهمة في مجتمع الفنون في العراق من خلال معارضها ومشاركتها الفعالة في مجموعات الفنون. بعد وفاة زوجها المبكر في عام 1961، كانت جزءاً من المسؤولين والمشركين في إكمال عمله البارز «نصب الحرية».

## سيرتها
بالرغم من أن لورنا سليم معروفة كزوجة إنجليزية لنحات العراقي المعروف جواد سليم، فقد كانت أيضاً فنانة قادرة ومؤثرة في نفس الوقت كما أنها دوماً مدرجة كفنانة عراقية من الجيل الرائد.
ولدت في شيفيلد في عام 1928, وحصلت على منحة دراسية لدراسة في مدرسة سليد للفنون في لندن. وتخرجت بدرجة دبلوم في الرسم والتصميم في عام 1948. وفي السنة المقبلة حصلت على درحة الدبلوم في تدريس الفن من جامعة لندن للتعيلم العالي.
من 1949 – 1950 درست الفن في جامعة تابتون هاوس النحوية تشيسترفيلد في إنجلترا، التقت بالفنان والنحات العراقي جواد سليم، الذي كان يدرس في مدرسة سليد وتزوجا في عام 1950، وانتقلا للعيش في بغداد.
وأشار أحد النقاد في الفن العراقي إلى لورنا «جاءت إلى العراق ورأت جمالاً لم يلاحظه أحد منا، وبدأ الفنانون يدرسون التقاليد التي كانت محط أنظارهم طوال الوقت، كان لها تأثير عميق».
كانت منبهرة بالمنازل العراقية التقليدية الموجودة على ضفاف نهر دجلة – البيوت – المضيف (مساكن مصنوعة من القصب)، وبعد فترة قصيرة من وصلولها إلى بغداد، مرّت المدينة بفترة من التحديث، كما هدمت العديد من المنازل التقليدية. كانت تسرع إلى عمل رسومات للمباني قبل أن تفقدها بشكل كامل، ثم تعود إلى منزلها لتبدء بتصميم اللوحة، ثم تعود إلى المبنى لرسم التفاصيل الدقيقة والألوان، وبين عامي 1957 و 1963 تمكنت من إنهاء جميع الرسومات والتفاصيل المعمارية حيث أنها استطاعت رسم المئات من المباني والمنازل الموجودة.
كانت لورنا نشطة جدا في مجتمع الفنون العراقي من خلال مشاركتها في مجموعات الفنون الهامة. أصبحت عضواً في جمعية الفنانين التشكيليين أصحاب الأصل العراقي ومؤسسة بغداد للفن الحديث المؤثرة التي أسسها زوجها جواد سليم والفنان التشكيلي شاكر حسن آل سعيد.
عرضت أعمالها في معارض مجموعة بغداد للفن الحديث، وانضمت إلى معرض الجناح العراقي للمعرض الدولي الذي أقيم في دمشق عام 1954.
توفي زوجها جواد سليم فجأة في عام 1961 عن عمر يناهز الـ 41 سنة، أثناء عمله على مشروعة البارز نصب الحرية، بعد وفاة أشرفت هي والنحات العراقي محمد حكمت على الانتهاء من النصب التذكاري الشهير، كان حكمت صديقاً جيداً لكل من جواد ولورنا سليم، مساعداً في المشروع وكان مسؤولاً عن الشخصيات البرونزية.
كانت لورنا معلمة في كلية البنات في عام 1961, كما درست الرسم في قسم الهندسة المعمارية في جامعة بغداد، برئاسة محمد مكية، في الستينيات. أثناء عملها كمعلمة، أخذت طلابها لرسم البنى على طول نهر دجلة، وكانت مهتمة بشكل خاص في تعريض وتعريف المهندسين المعماريين الشباب للهياكل العامية في العراق، من طرق وأزقة والمعالم التاريخية. ساعد هذا العمل في إلهام جيل من المهندسين المعماريين للنظر في ميزات التصميم العراقي التقليدي جنبا إلى جنب مع الهندسة المعمارية الغربية الحديثة في تصاميمهم.

## وفاتها
أمضت سنواتها الأخيرة في مدينة ويلز وتوفيت هناك عام 2021.

## أعمالها
عرضت أعمالها في معارض مجموعة بغداد للفن الحديث، وكذلك في متحف العرب للفن الحديث في الدوحة وغيرها.

## كتب صدرت عنها
لورنا هي موضوع كتاب للصحفية العراقية إنعام كجه جي والذي كان بعنوان " Lorna, Her Years with Jawad Selim " ونشرتها في دار الجديد في بيروت عام 1998 باللغة العربية.